# Jacob Perkins
Jacob Perkins (9 de julho de 1766 - 30 de julho de 1849) foi um inventor, engenheiro mecânico e físico americano. Nascido em Newburyport, Massachusetts, Perkins foi aprendiz de um ourives.  Ele logo se tornou conhecido com uma variedade de invenções mecânicas úteis  e, finalmente, obteve 21 patentes americanas e 19 inglesas. Ele é conhecido como o pai da geladeira. Ele foi eleito membro da Academia Americana de Artes e Ciências em 1813.

## Inovações

### Máquinas de pregos
Em 1790, aos 24 anos, em Byfield, criou máquinas para cortar e desfiar pregos. Em 1795, ele obteve a patente de suas máquinas de pregos aprimoradas e iniciou um negócio de fabricação de pregos no rio Powwow em Amesbury, Massachusetts .

### Canhões
Durante a Guerra de 1812, ele trabalhou em máquinas para perfurar canhões.

### Gravação

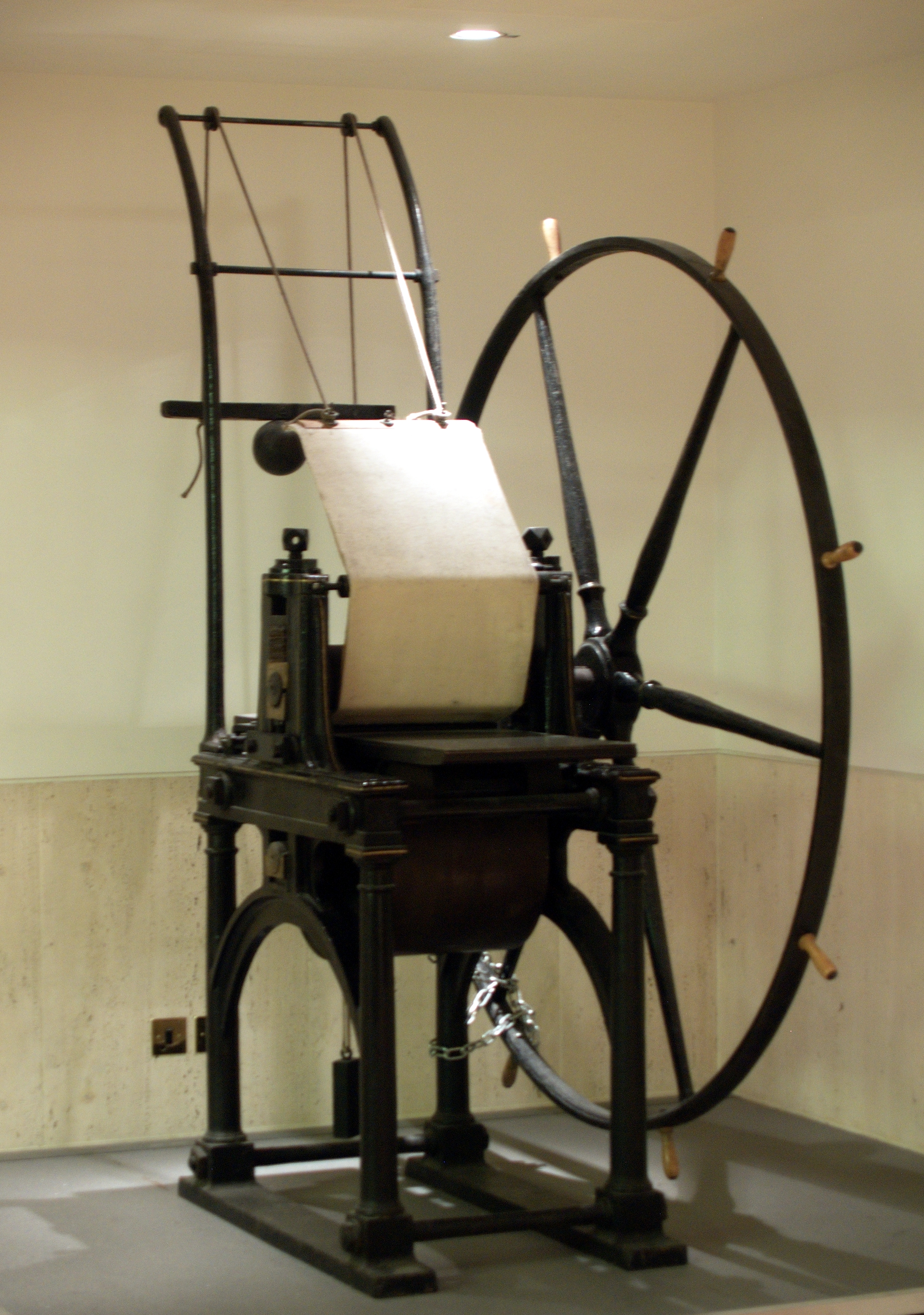
A impressora de cilindro Perkins D

Perkins criou algumas das melhores placas de aço (conforme observado pelos gravadores ingleses) para gravura e iniciou um negócio de impressão com o gravador Gideon Fairman. Eles começaram com livros escolares e também fizeram moeda que não estava sendo falsificada. Em 1809, ele comprou a tecnologia de estereótipo (prevenção de notas falsas) de Asa Spencer e registrou a patente, e então contratou Asa Spencer. A Perkins fez várias inovações importantes na tecnologia de impressão, incluindo novas placas de gravação em aço. Usando essas placas, ele fez os primeiros livros americanos gravados em aço (The Running Hand, livros escolares, 8 páginas cada). Ele então fez moeda para um Banco de Boston e, mais tarde, para o Banco Nacional. Em 1816, ele abriu uma gráfica e licitou a impressão de moeda para o Second National Bank na Filadélfia.

### Tubo hermético
Jacob Perkins possuía patentes para tecnologia de aquecimento e ar condicionado. Em 1829–30, ele fez parceria com seu segundo filho, Angier March Perkins, fabricando e instalando sistemas de aquecimento central usando seu princípio de tubo hermético. Ele também investigou a maquinaria de refrigeração depois de descobrir, em sua pesquisa sobre aquecimento, que a amônia liquefeita causava um efeito de resfriamento. 

### Refrigeração

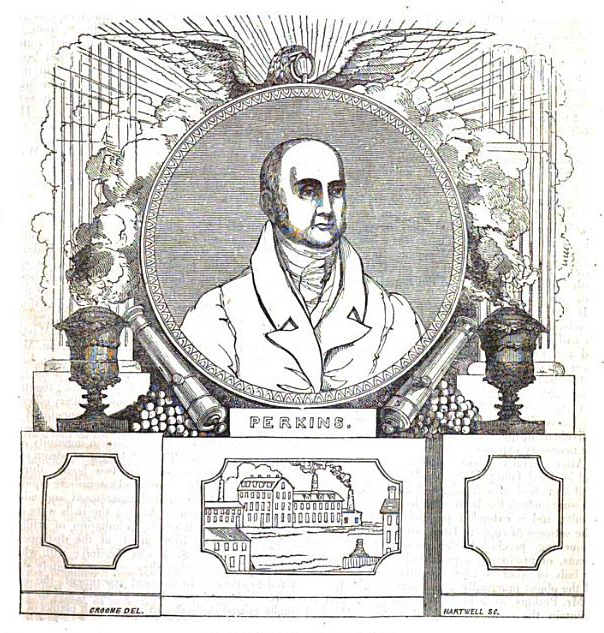
Retrato de Perkins, Revista Americana de Conhecimento Útil e Divertido 1835

Perkins é creditado com a primeira patente para o ciclo de refrigeração por compressão de vapor, concedida em 14 de agosto de 1834 e intitulada, "Aparelho e meios para a produção de gelo e em fluidos de resfriamento". A ideia veio de outro inventor americano, Oliver Evans, que concebeu a ideia em 1805, mas nunca construiu uma geladeira. A mesma patente foi concedida na Escócia  e na Inglaterra separadamente.

## Morte
Ele se aposentou em 1843 e morreu em Londres em 30 de julho de 1849, aos 83 anos de idade. Ele foi enterrado no Cemitério Kensal Green, em Londres.